# Aurelio de Cartago
San Aurelio de Cartago (f. 430) fue obispo de Cartago y considerado santo por diferentes confesiones cristianas. 

## Biografía
Se sabe pocas cosas de San Aurelio. Una de las más fiables es que en 391 o 392 fue elegido obispo de Cartago. A partir de ahí, dejó un gran doctrina escrita de los concilios eclesiásticos. De hecho, fue el autor de numerosos sínodos para resolver conflictos en la zona africana. Por otro lado, tuvo que hacer frente a dos herejías locales: los donatistas y los pelagianos. 
Agustín de Hipona admiraba a Aurelio y ha sobrevivido un gran número de comunicación epistolar entre los dos santos. La festividad de San Aurelio en el santoral católico es el 20 de julio. Sus reliquias se conservan en la Abadía de Hirsau en Alemania.